# Ducati Panigale V4

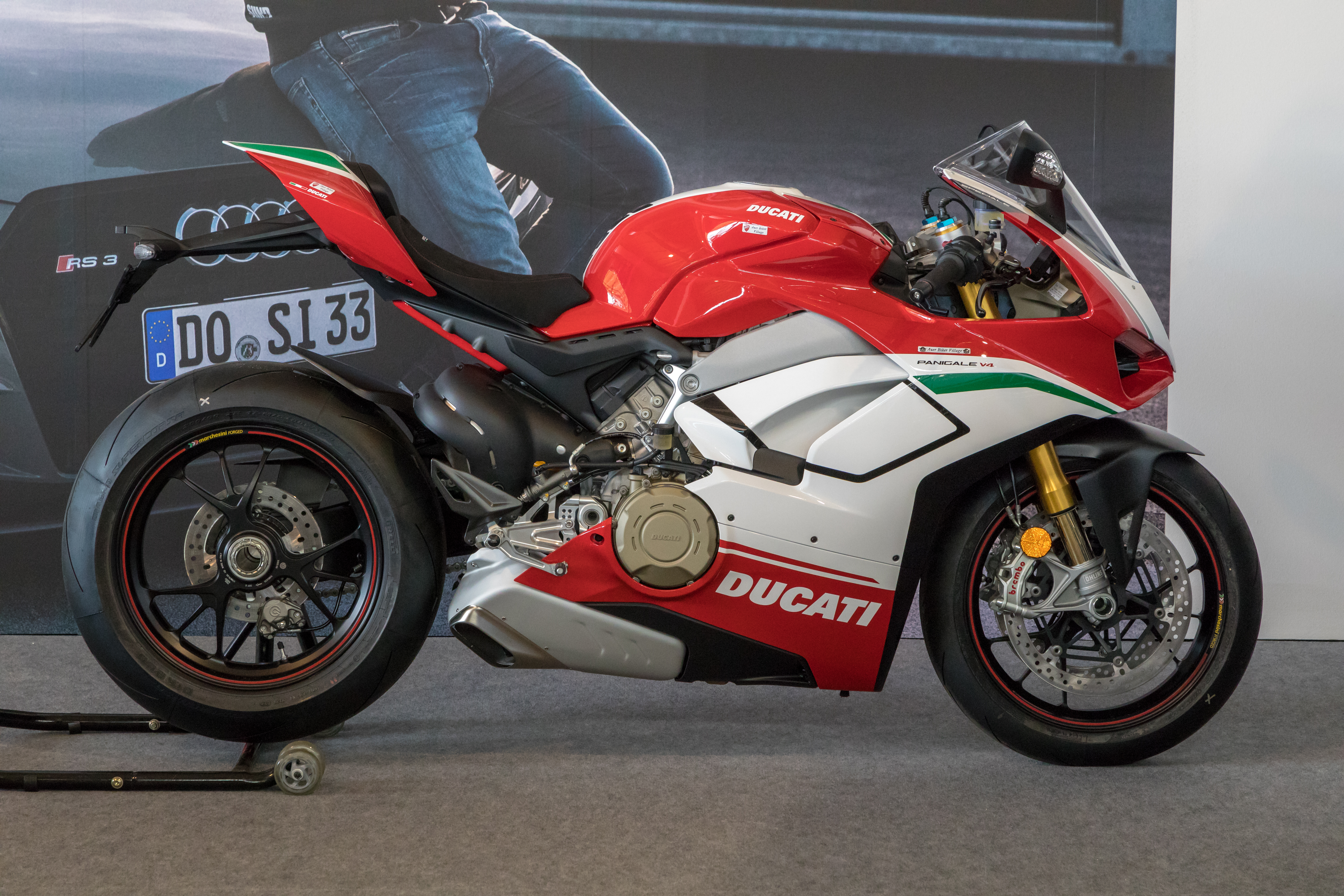
Panigale V4 Tricolore, Seitenansicht

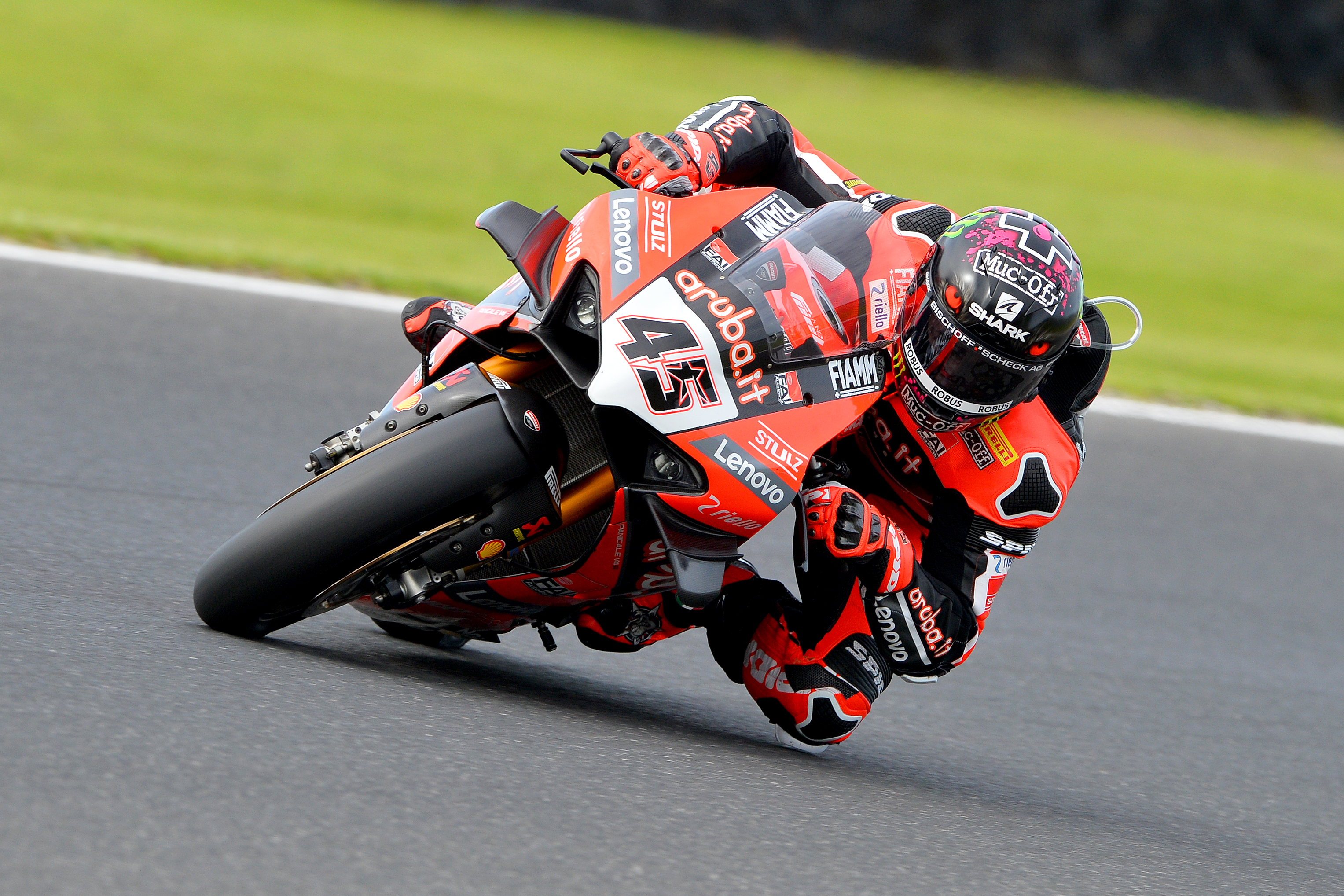
V4 R mit Winglets

Die Ducati Panigale V4 ist ein Motorradmodell des italienischen Motorradherstellers Ducati.

## Benennung
Borgo Panigale ist der Vorort von Bologna, in dem Ducati seit seiner Gründung Motorräder herstellt. „V4“ ist ein Hinweis auf die Motorkonstruktion mit vier Zylindern, die bislang bei den Panigale-Serienmaschinen nicht verwendet wurde; insbesondere für die Ducati-Werks-MotoGP-Modelle gab es seit 2003 Vierzylinder-V-Motoren. Analog wurde 2019 die nächste Generation der hubraumschwächeren Panigale 959, die weiter mit der V2-Motoren-Konstruktion fährt, zur Panigale V2 umbenannt.

## Technik

### Motor
Die Maschine hat einen freisaugenden V4-Ottomotor mit 90° Bankwinkel und gegenläufig rotierender Kurbelwelle mit 70 °KW Hubzapfenversatz, der von der Ducati Corse mitgestaltet wurde. Für Motorenteile und Gehäuse werden Magnesiumlegierungen verwendet, die Kolben bestehen aus Aluminium. Somit beträgt die Masse des kompletten Serientriebwerks 64,9 Kilogramm, das sind gegenüber dem 2-Zylinder-V-Motor des Vorgängermodells Ducati 1299 Panigale etwa 2 kg mehr. Der Kolbenhub beträgt 53,3 mm, die Bohrung ist mit 81 mm angegeben, entsprechend einem Hubraum von 1103 cm³. Der Motor mit vier Ventilen je Zylinder hat eine Desmodromik und einen Drehzahlbegrenzer bei 15.000/min. Die Zündfolge ist 1-3-2-4 mit Zündabständen von 0 °KW, 90 °KW, 290 °KW und 380 °KW. Die Verdichtung beträgt ε=14. Der Hersteller gibt einen Verbrauch von 7,6 l/100 km an. Der Tank fasst 16 Liter. Seit 2021 erfüllt die V4 die Euro 5-Abgasnorm.

### Fahrwerk
4 kg leichter Aluminium-Frontrahmen; Lenkkopfwinkel 65,5 Grad, Nachlauf 100 Millimeter, der Motor ist tragendes Element. Die 600 mm lange Einarmschwinge hinten wiegt 5,1 kg.
Fahrerassistenzsysteme: Kurven-ABS, Antriebsschlupfregelung  („Traktionskontrolle“), Slide-, Launch-, Wheelie- und Motorbremsmoment-Regelung, alle mehrstufig einstellbar. Mit der Überarbeitung der Elektronik zum Modelljahr 2020 kam die Traktionskontrolle Evo II und der Quickshifter Evo II und Ende 2020 unter anderem der Quickshifter Evo III.

## Sondermodelle

### Panigale V4 Speciale
Die Panigale V4 Speciale war mit 166 kW (226 PS) die Topp-Version bei Serienstart; sie hat einen offenen Titan-Rennauspuff und ist durch weitere Spezialteile 10 kg leichter als die Standardmaschine. 1.500 Exemplare wurden hergestellt, von denen die Hälfte vor Produktionsbeginn verkauft war.

### Panigale V4 Superleggera
Wie schon bei der Ducati 1199 Panigale (2013) wurden von der Panigale V4 Superleggera 500 Stück hergestellt (2020, zu Preisen von 100.000 €): Sie kann bis 172 kW (234 PS) bei 15500/min (und ein Drehmoment von 120 Nm bei 11750/min) abgeben. Sie hat besonders bearbeitete, leichtere Nockenwellen. Unter anderem bestehen Rahmen und Felgen aus kohlenstofffaserverstärktem Kunststoff. Für verschiedene Schrauben, Bolzen und die Hinterradmutter wurde Titan verwendet; auch der Auspuff des slowenischen Herstellers Akrapovic besteht aus  Titan. Die Superleggera hat größere Winglets als die V4 R mit mehr Abtrieb. Das Trockengewicht beträgt 159 kg (16 kg weniger als das der Panigale V4), mit vollständigem „Renn-Kit“ 152,2 kg. Aus Gewichtsgründen wurde eine Li-Ion-Batterie verwendet. Die Aluminium-Gabel und der Zündschlüssel zeigen die Exemplarnummer (xxx/500). Dem Fahrer stehen fünf speziell einstellbare Fahrmodi und das Elektronikpaket mit 6-Achsen-Trägheitsplattform (Ducati Power Launch (DPL), Kurven-ABS Evo; Ducati Traktionskontrolle (DTC) Evo II; Ducati Slide Control, Ducati Quick Shift (DQS, up/down) Evo II) und ein 5 Zoll-TFT-Farbbildschirm mit den drei Anzeigesarten Strecke, Straße und RaceGP zur Verfügung. Rundenzeiten und Fahrdaten können aufgezeichnet werden.

## Varianten
- Panigale V4 S mit Öhlins-Fahrwerk;
  - Überarbeitung 2020, vorgestellt auf der EICMA 2019: sichtbare Änderung Winglets der V4 R an der Verkleidung,[9] die bei 270 km/h eine zusätzliche Anpresskraft am Vorderrad von 300 N erbringen; Frontrahmen der V4 R, Erhöhung des Schwerpunkts um fünf Prozent, an der Vorderachse weichere Federn mit höherer Vorspannung.[12]

- Panigale V4 R, Trockengewicht 184 Kilogramm, 162 kW (221 PS), Hubraum etwa 1 Liter, um dem Sport-Reglement zu entsprechen;[10] Drehzahlen bis zu 16.000/min, mit „Racing Kit“ bis zu 172 kW (234 PS)[7] Homogolationsmodell für die Superbike-Weltmeisterschaft.

- Panigale V4 SP (Sport Production) seit 2021: Ausstattungsdetails der Superleggera V4, unter anderem Karbonfelgen und eine besondere Bremspumpe von Brembo.[8] Seit März 2022 wird die Euro 5-konforme und 1 kW stärkere SP2 angeboten.[13]

## Panigale V4 - 2025

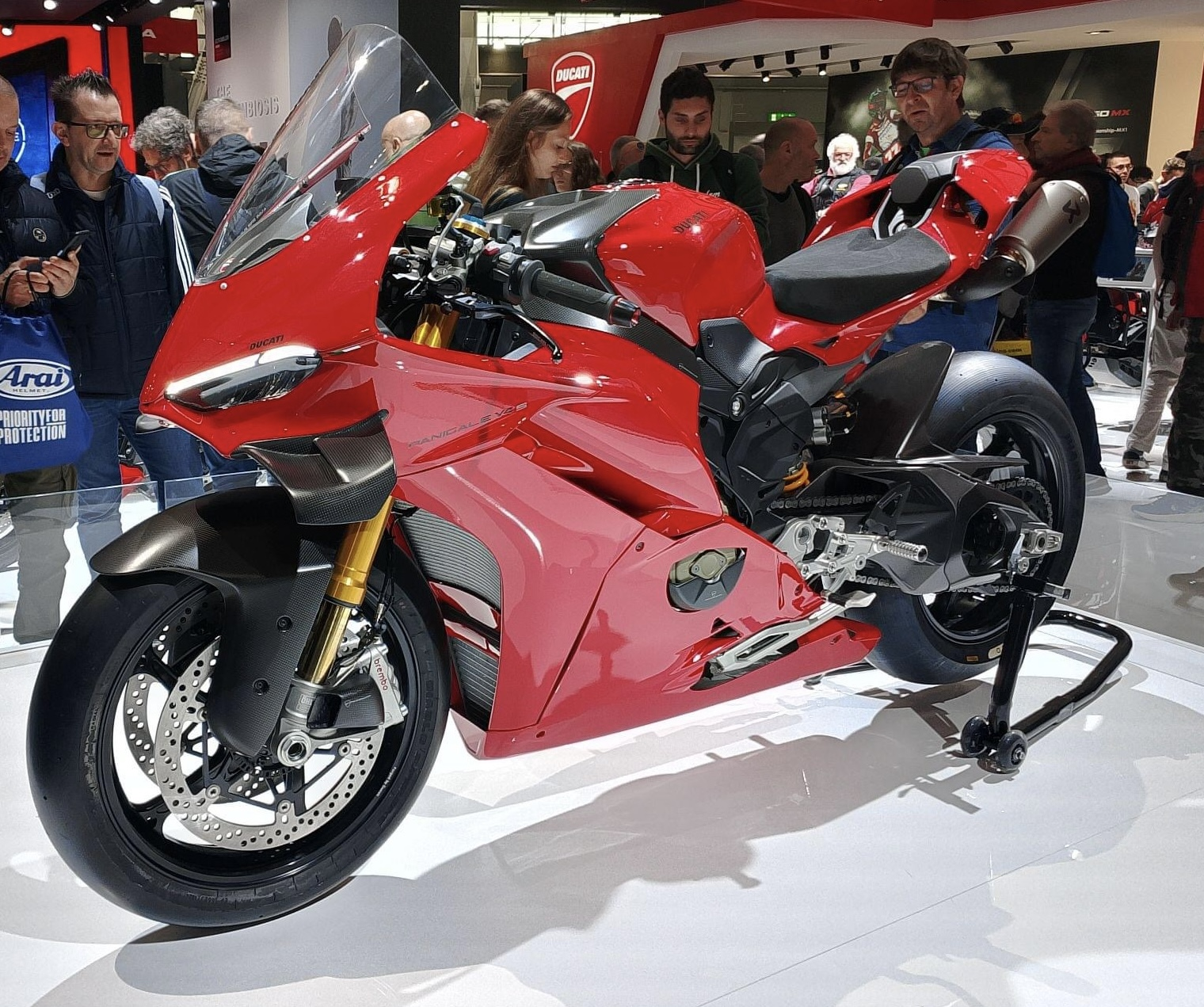
Panigale V4S Modell 2025

Für das Modelljahr 2025 wurde eine überarbeitete Version der Panigale vorgestellt. Sie wird weiterhin als Panigale V4 und als Panigale V4S angeboten. Größte Änderung neben der veränderten Front ist die Verwendung einer neu konstruierten Zweiarmschwinge vollständig aus Aluminium, die die vorherige markante Einarmschwinge ersetzt. Dazu gesellt sich eine neue Bremsanlage von Brembo mit 330 mm Bremsscheiben und den neuen Hypure Bremssätteln. Mehr im Fokus als reine Leistungssteigerung stand die Verbesserung der Fahrbarkeit des Bikes. Man nahm umfangreiche Änderungen am Chassis. Die neu gestaltete Ergonomie soll es vor allem Hobbyfahrern leichter machen sich auf dem Motorrad zu bewegen. Tank und Sitzhöcker sollen dazu besseren Halt beim starken Beschleunigen oder Bremsen geben. Außerdem soll der Fahrer mehr Windschutz hinter der Scheibe bekommen. Zusätzlich wurde der Tankinhalt auf 17 Liter erhöht.